# Concursante
Concursante (traducibile in italiano in "Il concorrente") è un film del 2007 scritto e diretto da Rodrigo Cortés, all'esordio nella regia di un lungometraggio.
Il film non è stato distribuito in Italia ed è stato girato in 6 settimane.

## Trama
Martín Circo Martín è un professore di storia dell'economia che ha vinto un quiz in materie economiche e di colpo si ritrova milionario. Inizia una vita di lusso, ma scopre ben presto quali sono i costi reali della ricchezza.
Il film tocca numerosi temi di economia, dal punto di vista delle teorie del complotto sul signoraggio.

## Riconoscimenti
Il film ha ricevuto una candidatura ai Premi Goya 2008 per la miglior canzone, Circus honey blues di Víctor Reyes e Rodrigo Cortés.